# 太行街道 (石家庄市)
太行街道，是中华人民共和国河北省石家庄市裕华区下辖的一个乡镇级行政单位，实际上归石家庄高新技术产业开发区管理。

## 行政区划
太行街道下辖以下地区：
北庄村、郝家营村、南庄村、大西帐村和小西帐村。